# Samsung Galaxy A34 5G
Das Samsung Galaxy A34 5G ist ein Smartphone, das vom Hersteller Samsung am 15. März 2023 vorgestellt wurde. Der offizielle Verkaufsstart in Deutschland war am 23. März 2023. Es teilt viele Besonderheiten mit dem Samsung Galaxy A54 5G.

## Design
Das A34 hat drei Kameras auf der Rückseite und eine auf der Vorderseite.
Das Smartphone wird in 4 Farben verkauft: Graphite (Awesome Graphite), Weiß (Awesome White), Violett (Awesome Violet) und Limettengrün (Awesome Lime).
| Farbe | Name             |
| ----- | ---------------- |
|       | Awesome Graphite |
|       | Awesome Silver   |
|       | Awesome Violet   |
|       | Awesome Lime     |